# Ротергем
Ро́тергем, Ро́терем (англ. Rotherham, МФА: [ˈrɒðərəm])) — велике місто в Південному Йоркширі, Англія, яке разом з оточуючими його селищами формують муніципальний район Ротергем, з населенням в 257 800 осіб. (2011). Є одним з лідерів у передовому виробництві Великої Британії.